# 達利尼亞舍貝林卡
49°28′24″N 36°33′12″E / 49.47333°N 36.55333°E
達利尼亞舍貝林卡（羅馬化：Dalnia Shebelynka）是位於烏克蘭東部的村莊，由哈爾科夫州伊久姆區的頓涅茨市鎮負責管轄。該村始建於1925年，面積0.47平方公里，海拔高度117米，2001年人口71，人口密度每平方公里151.1人。